# 2013-as SAFF-bajnokság
A 2013-as SAFF-bajnokság (teljes néven Dél-ázsiai Labdarúgó-szövetség labdarúgó-bajnoksága) a Dél-ázsiai Labdarúgó-szövetséghez (SAFF) tartozó labdarúgó-válogatottak számára. A bajnokságot 10. alkalommal rendezték meg, a mérkőzéseknek Nepál adott otthont. A tornát Afganisztán nyerte.
A bajnokság győztese 50 ezer, az ezüstérmes 25 ezer, az elődöntők vesztesei pedig 10-10 ezer USD pénzjutalomban részesültek.

## Sorsolás
A sorsolást 2013. július 30-án tartották Katmanduban, a Crowne Plaza Hotelben. A ceremóniát olyan előkelőségek vezették fel, mint a Nepáli labdarúgó-szövetség elnöke, Ganes Thápa, a Dél-ázsiai Labdarúgó-szövetség bengáli elnöke, Kázi Mohammed Szalahuddin, és titkára Alberto Colaco, valamint a Nepáli Nemzeti Sporttanács titkára, Jubarázs Láma.
Sorsoláskor a 2011-es torna eredménye alapján kiemelést végeztek. A döntő résztvevőit az 1. kalapba, az elődöntő vesztes csapatait a 2. kalapba, a többi csapatot pedig a 3. kalapba sorolták. Az első két kalapból egy-egy, a 3. kalapból pedig két-két csapatot sorsoltak az A és a B-jelű csoportokba.
| 1. kalap              | 2. kalap                  | 3. kalap                                     |
| --------------------- | ------------------------- | -------------------------------------------- |
| - India - Afganisztán | - Maldív-szigetek - Nepál | - Banglades - Srí Lanka - Pakisztán - Bhután |

## Helyszínek
A mérkőzéseket Nepál fővárosában, Katmanduban rendezték. A fő helyszín az ország nemzeti stadionja, a Tripurésvar városrészben található Dasarath Stadion volt, míg néhány csoportmérkőzést a Halacsók városrészben álló sportlétesítményben rendeztek meg.
| Tripurésvar, Katmandu    | Halacsók, Katmandu     |
| ------------------------ | ---------------------- |
| Dasarath Stadion         | Halacsóki stadion      |
| Befogadóképesség: 25 000 | Befogadóképesség: 3500 |
|                          |                        |

## Eredmények
A torna többször módosított végső menetrendjét 2013. augusztus 26-án tették közzé. A csoportkörben minden csapat a másik három csapattal egy-egy mérkőzést játszott körmérkőzéses rendszerben, így összesen 6 mérkőzésre került sor mindkét csoportban. Minden csoportban az utolsó két mérkőzést azonos időpontban játszották. A csoportokból az első két helyezett jutott tovább az elődöntőbe. Az elődöntő győztesei játszották a döntőt. A vesztesek egyaránt bronzérmesek lettek, a 3. helyért nem rendeztek mérkőzést.
Az időpontok a nepáli idő (UTC+5:45), valamint zárójelben a magyar idő (UTC+2) szerint olvashatóak.

### Csoportkör
| Színmagyarázat                                         |
| ------------------------------------------------------ |
| A csoportok első két helyezettje bejut az elődöntőbe.  |
| A csoportok harmadik és negyedik helyezettjei kiesnek. |

A csoportokban a következők szerint kellett meghatározni a sorrendet:
1. több szerzett pont az összes mérkőzésen (egy győzelemért 3 pont, egy döntetlenért 1 pont jár, a vereségért nem jár pont)
2. jobb gólkülönbség az összes mérkőzésen
3. több lőtt gól az összes mérkőzésen

Ha két vagy több csapat a fenti három kritérium alapján is azonos eredménnyel áll, akkor a következők szerint kellett meghatározni a sorrendet:
1. több szerzett pont az azonosan álló csapatok között lejátszott mérkőzéseken
2. jobb gólkülönbség az azonosan álló csapatok között lejátszott mérkőzéseken
3. több lőtt gól az azonosan álló csapatok között lejátszott mérkőzéseken
4. Büntetőpárbaj, ha az azonosan álló csapatok az utolsó csoportmérkőzést játsszák
5. sorsolás

#### A csoport
| Csapat    | M | Gy | D | V | G+ | G– | Gk | P |
| --------- | - | -- | - | - | -- | -- | -- | - |
| Nepál     | 3 | 2  | 1 | 0 | 5  | 2  | +3 | 7 |
| India     | 3 | 1  | 1 | 1 | 3  | 3  | 0  | 4 |
| Pakisztán | 3 | 1  | 1 | 1 | 3  | 3  | 0  | 4 |
| Banglades | 3 | 0  | 1 | 2 | 2  | 5  | –3 | 1 |

| 2013. augusztus 31. 18.30 (14.45) |

| Nepál                  | 2–0               | Banglades |
| ---------------------- | ----------------- | --------- |
| Gurung 18' Khavasz 31' | (2–0) Jegyzőkönyv |           |

| Dasarath Stadion, Katmandu Játékvezető: Adham Makádmeh (jordán) |

| 2013. szeptember 1. 18.30 (14.45) |

| India            | 1–0               | Pakisztán |
| ---------------- | ----------------- | --------- |
| Isák 14' (öngól) | (1–0) Jegyzőkönyv |           |

| Dasarath Stadion, Katmandu Játékvezető: Hettikamkanamge Perera (Srí Lanka-i) |

| 2013. szeptember 3. 15.30 (11.45) |

| Banglades | 1–1               | India             |
| --------- | ----------------- | ----------------- |
| Meshu 82' | (0–0) Jegyzőkönyv | Sz. Cshétri 90+3' |

| Halacsóki Stadion, Katmandu Játékvezető: Hettikamkanamge Perera (Srí Lanka-i) |

| 2013. szeptember 3. 18.30 (14.45) |

| Pakisztán        | 1–1               | Nepál       |
| ---------------- | ----------------- | ----------- |
| Haszan Basír 14' | (1–0) Jegyzőkönyv | Magar 90+2' |

| Dasarath Stadion, Katmandu Játékvezető: Száleh al-Hatlúl (Szaúd-arábiai) |

| 2013. szeptember 5. 15.30 (11.45) |

| India      | 1–2               | Nepál              |
| ---------- | ----------------- | ------------------ |
| Nabi 90+2' | (0–0) Jegyzőkönyv | Gurung 70' Rai 81' |

| Dasarath Stadion, Katmandu Játékvezető: Adham Makádmeh (jordán) |

| 2013. szeptember 5. 15.30 (11.45) |

| Banglades | 1–2               | Pakisztán             |
| --------- | ----------------- | --------------------- |
| Ameli 30' | (1–1) Jegyzőkönyv | Ishaq 36' Kalim 90+2' |

| Halacsóki stadion, Katmandu Játékvezető: Száleh al-Hatlúl (Szaúd-arábiai) |

#### B csoport
| Csapat          | M | Gy | D | V | G+ | G– | Gk  | P |
| --------------- | - | -- | - | - | -- | -- | --- | - |
| Maldív-szigetek | 3 | 2  | 1 | 0 | 18 | 2  | +16 | 7 |
| Afganisztán     | 3 | 2  | 1 | 0 | 6  | 1  | +5  | 7 |
| Srí Lanka       | 3 | 1  | 0 | 2 | 6  | 15 | –9  | 3 |
| Bhután          | 3 | 0  | 0 | 3 | 4  | 16 | –12 | 0 |

| 2013. szeptember 2. 15.30 (11.45) |

| Afganisztán                                                       | 3–0               | Bhután |
| ----------------------------------------------------------------- | ----------------- | ------ |
| Fahruddin Hárun 37' Musztafa Azádzoj 76' Hasmatulláh Bárakzaj 88' | (1–0) Jegyzőkönyv |        |

| Halacsóki stadion, Katmandu Játékvezető: Szudhís Pándéj (nepáli) |

| 2013. szeptember 2. 18.30 (14.45) |

| Maldív-szigetek                                                                                  | 10–0              | Srí Lanka |
| ------------------------------------------------------------------------------------------------ | ----------------- | --------- |
| Abdulla 5' Ashfaq 21' (11-esből) 45+1' (11-esből) 51' 53' 58' 87' Adhuham 76' Fasir 83' Umar 86' | (3–0) Jegyzőkönyv |           |

| Dasarath Stadion, Katmandu Játékvezető: Pratáp Szingh (indiai) |

| 2013. szeptember 4. 15.30 (11.45) |

| Srí Lanka        | 1–3               | Afganisztán                     |
| ---------------- | ----------------- | ------------------------------- |
| Fazaluzzaman 36' | (1–0) Jegyzőkönyv | Rafi 62' Amiri 76' Barakzai 87' |

| Halacsóki stadion, Katmandu Játékvezető: Sudish Pandey (nepáli) |

| 2013. szeptember 4. 18.30 (14.45) |

| Bhután                           | 2–8               | Maldív-szigetek                                           |
| -------------------------------- | ----------------- | --------------------------------------------------------- |
| P. Tshering 25' C. Gyeltshen 35' | (2–1) Jegyzőkönyv | Fasir 16' 69' Umair 45+3' Ashfaq 48' 51' 76' 79' Umar 82' |

| Dasarath Stadion, Katmandu Játékvezető: Tayeb Shamsuzzaman (bangladesi) |

| 2013. szeptember 6. 15.30 (11.45) |

| Afganisztán | 0–0         | Maldív-szigetek |
| ----------- | ----------- | --------------- |
|             | Jegyzőkönyv |                 |

| Dasarath Stadion, Katmandu Játékvezető: Tayeb Shamsuzzaman (bangladesi) |

| 2013. szeptember 6. 15.30 (11.45) |

| Srí Lanka                                       | 5–2               | Bhután                     |
| ----------------------------------------------- | ----------------- | -------------------------- |
| Izzadeen 19' 26' 50' 90+3' P. Dorji 32' (öngól) | (3–1) Jegyzőkönyv | P. Tshering 45' Tenzin 58' |

| Halacsóki stadion, Katmandu Játékvezető: Pratáp Szingh (indiai) |

### Egyenes kieséses szakasz
|  |               |                 |           |                |   |             |             |       |
|  | Elődöntők     | Elődöntők       | Elődöntők |                |   | Döntő       | Döntő       | Döntő |
|  | Elődöntők     | Elődöntők       | Elődöntők |                |   | Döntő       | Döntő       | Döntő |
|  | szeptember 8. |                 |           |                |   |             |             |       |
|  |               |                 |           |                |   |             |             |       |
|  | A1            | Nepál           | 0         |                |   |             |             |       |
|  | A1            | Nepál           | 0         | szeptember 11. |   |             |             |       |
|  | B2            | Afganisztán     | 1         |                |   |             |             |       |
|  | B2            | Afganisztán     | 1         |                |   | Afganisztán | Afganisztán | 2     |
|  | szeptember 9. |                 |           |                |   | Afganisztán | Afganisztán | 2     |
|  |               |                 | India     | India          | 0 |             |             |       |
|  | B1            | Maldív-szigetek | India     | India          | 0 | 0           |             |       |
|  | B1            | Maldív-szigetek |           |                |   |             |             |       |
|  | A2            | India           | 1         |                |   |             |             |       |
|  | A2            | India           | 1         |                |   |             |             |       |
|  |               |                 |           |                |   |             |             |       |

#### Elődöntők
| 2013. szeptember 8. 18.30 (14.45) |

| Nepál | 0 − 1             | Afganisztán |
| ----- | ----------------- | ----------- |
|       | (0–1) Jegyzőkönyv | Sandjar 11' |

| Dasarath Stadion, Katmandu Játékvezető: Saleh Al Hethlol (Szaúd-arábiai) |

| 2013. szeptember 9. 18.30 (14.45) |

| Maldív-szigetek | 0 − 1             | India      |
| --------------- | ----------------- | ---------- |
|                 | (0–0) Jegyzőkönyv | Mondal 86' |

| Dasarath Stadion, Katmandu Játékvezető: Adham Makhadmeh (jordán) |

#### Döntő
| 2013. szeptember 11. 18.30 (14.45) |

| Afganisztán           | 2 − 0             | India |
| --------------------- | ----------------- | ----- |
| Azadzoy 9' Ahmadi 62' | (1–0) Jegyzőkönyv |       |

| Dasarath Stadion, Katmandu Játékvezető: Tayeb Shamsuzzaman (bangladesi) |

| A 2013-as SAFF-bajnokság győztese |
| AFGANISZTÁN 1. cím                |